# Eishockey-Weltmeisterschaft der Frauen 2021
Die 23. Eishockey-Weltmeisterschaft der Frauen der Internationalen Eishockey-Föderation IIHF waren die Eishockey-Weltmeisterschaften des Jahres 2021. Das Turnier der Top-Division fand vom 20. bis 31. August in der kanadischen Metropole Calgary in der Provinz Alberta statt.
Ursprünglich sollte das Turnier vom 7. bis 17. April 2021 in den kanadischen Städten Halifax und Truro in der Provinz Nova Scotia durchgeführt werden. Als Spielstätten waren das Scotiabank Centre in Halifax mit 10.595 Plätzen sowie das Rath Eastlink Community Centre in Truro, in dem 3.100 Zuschauer Platz finden, vorgesehen. Aufgrund der COVID-19-Pandemie wurde das Turnier zunächst auf den 6. bis 16. Mai 2021 verschoben. Am 21. April 2021 sagte die Provinzregierung von Nova Scotia das Turnier jedoch ab.
Die Turniere der Divisionen I bis III waren bereits am 18. November 2020 vom IIHF Council abgesagt worden. Bereits im Vorjahr waren die Top-Division sowie die Divisionen IA, IB und IIA aufgrund der COVID-19-Pandemie ausgefallen.
Den Weltmeistertitel sicherte sich zum elften Mal insgesamt und zum ersten Mal seit 2012 die Mannschaft Kanadas, die im Finale die Vereinigten Staaten mit 3:2 in der Verlängerung bezwang. Mit dem Gewinn des Weltmeistertitels endete für Kanada eine achtjährige Durststrecke mit dem Verpassen des Finalspiels vor zwei Jahren als Tiefpunkt. Den Bronzerang sicherte sich Finnland mit einem 3:1-Sieg über die Schweiz. Die deutsche Mannschaft belegte den achten Rang. Das Team aus Österreich nahm aufgrund der Absage der unteren Divisionen nicht an der Weltmeisterschaft teil.

## Teilnehmer, Austragungsorte und -zeiträume
Die Turniere der Division I Gruppe A und Division II Gruppe A waren an die Gastgeber der ausgefallenen Turniere 2020 vergeben worden. Das Turnier der Division I Gruppe B wurde dagegen nach Peking vergeben, um die Spielstätte im Hinblick auf das Olympiaturnier 2022 zu testen. Dem Sieger der Division II B 2020, Australien wurde der Aufstieg in die Gruppe A verweigert, da es keinen Absteiger aus der Division II A gab. Dagegen stieg der letzte der Division II B regulär in die Gruppe III ab, der Sieger der Division III 2020 entsprechend auf.
Aufgrund des durch die WADA verhängten Ausschlusses von Russland für vier Jahre von Olympischen Spielen und Weltmeisterschaften wegen manipulierter Daten aus einem Labor in Moskau trat die russische Nationalmannschaft unter dem Namen ROC (Russian Olympic Committee) und der ROC-Teamflagge an.
- Top-Division: 20. bis 31. August 2021 in Calgary, Alberta, Kanada
Teilnehmer:  Dänemark (Aufsteiger 2019),  Deutschland,  Finnland,  Japan,  Kanada,  Russian Olympic Committee,  Schweiz,  Tschechien,  Ungarn (Aufsteiger 2019),  USA (Titelverteidiger)

### Abgesagte Turniere
- Division I
  - Gruppe A: geplant für 11. bis 18. April 2021 in Angers, Frankreich
Teilnehmer:  Frankreich (Absteiger 2019),  Niederlande (Aufsteiger 2019),  Norwegen,  Österreich,  Schweden (Absteiger 2019),  Slowakei
  - Gruppe B: geplant für 8. bis 14. April 2021 in Peking, Volksrepublik China
Teilnehmer:  Volksrepublik China,  Italien (Absteiger 2019),  Kasachstan,  Polen,  Slowenien (Aufsteiger 2019),  Südkorea
- Division II
  - Gruppe A: geplant für 10. bis 16. April 2021 in Jaca, Spanien
Teilnehmer:  Republik China (Taiwan) (Aufsteiger 2019),  Großbritannien,  Lettland (Absteiger 2019),  Mexiko,  Nordkorea,  Spanien
  - Gruppe B: geplant für 7. bis 13. März 2021 in Zagreb, Kroatien
Teilnehmer:  Australien,  Island,  Kroatien,  Südafrika (Aufsteiger 2020),  Türkei;  Neuseeland zog seine Mannschaft im Oktober 2020 zurück[6]
- Division III: geplant für 15. bis 21. März in Kaunas, Litauen
Teilnehmer:  Belgien,  Bosnien und Herzegowina (Neuling),  Bulgarien,  Estland (erste Teilnahme seit 2008),  Hongkong,  Litauen,  Rumänien,  Ukraine (Absteiger 2020)

## Top-Division
Die Top-Division der Weltmeisterschaft wurde vom 20. bis 31. August 2021 in der kanadischen Metropole Calgary in der Provinz Alberta ausgetragen. Gespielt wurde in der WinSport Arena im Canada Olympic Park, der anlässlich der Olympischen Winterspiele 1988 errichtet wurde. Die Halle weist eine Kapazität von etwa 3.000 Plätzen auf. Das Weltmeisterschaftsturnier sollte zunächst zwischen dem 7. und 17. April 2021 in der kanadischen Provinz Nova Scotia mit den Spielorten Halifax und Truro stattfinden. Aufgrund der COVID-19-Pandemie und den Bestimmungen der Provinz war der Wettbewerb zunächst in den Mai verlegt worden und wenig später nach Calgary verlegt worden. Das Turnier findet unter Ausschluss der Öffentlichkeit statt.
Am Turnier nahmen zehn Nationalmannschaften teil, die in zwei leistungsmäßig abgestuften Gruppen zu je fünf Teams spielten. Die Gruppeneinteilung wurde auf Basis der nach Abschluss der Weltmeisterschaft 2019 aktuellen IIHF-Weltrangliste festgelegt:
| Gruppe A                      | Gruppe B        |
| USA (1)                       | Japan (7)       |
| Kanada (2)                    | Deutschland (8) |
| Finnland (3)                  | Tschechien (9)  |
| Russian Olympic Committee (4) | Dänemark (11)   |
| Schweiz (5)                   | Ungarn (12)     |

Aufgrund der Neustrukturierung des Turniers und der damit verbundenen Einteilung in zwei leistungsmäßig unterteilte Gruppen vor zwei Jahren, blieben in der Vorrunde erneut überraschende Ergebnisse aus. In der Gruppe B qualifizierten sich Tschechien, Japan und Deutschland für das Viertelfinale, wo sie gegen Kanada, die Vereinigten Staaten und Finnland jedoch chancenlos waren. Den Aufsteigern Ungarn und Dänemark gelang gegen die anderen drei Nationen in der Gruppe kein Punktgewinn.
Neben den drei Top-Nationen qualifizierte sich auch die Schweiz für das Halbfinale, die im Viertelfinale die russischen Athletinnen bezwang. Während sich die USA mit einem Sieg über Finnland die 20. Finalteilnahme in Serie sicherte, sorgte gewann Kanada deutlich gegen die Schweiz. Im Finale siegte Kanada in der Verlängerung mit 3:2. Den entscheidenden Treffer für die Kanadierinnen erzielte Marie-Philip Poulin.

### Modus
Durch die Aufstockung von acht auf zehn teilnehmende Mannschaften wurde das Turnier zum zweiten Mal in einem neuen Modus ausgetragen. Die zehn Teilnehmer wurden in zwei leistungsmäßig abgestufte Gruppen à fünf Mannschaften eingeteilt. Alle Mannschaften bestritten zunächst vier Spiele, woraufhin sich nach der Vorrunde alle fünf Teams der Gruppe A sowie die drei punktbesten Mannschaften der Gruppe B für das Viertelfinale qualifizierten. Die beiden letztplatzierten Mannschaften der Gruppe B stiegen in die Division IA ab.
Die Teams im Viertelfinale bestritten je ein Qualifikationsspiel zur Halbfinalteilnahme. Die Sieger der beiden Halbfinalspiele qualifizierten sich für das Finale. Der Vierte und Fünfte der Gruppe B bestritten zudem ein Platzierungsspiel.

### Austragungsorte
| \| Calgary \|                        |
| Austragungsort der Weltmeisterschaft |
| Calgary                              |

| Calgary |

### Vorrunde

#### Gruppe A
| 20. August 2021 16:00 Uhr (Ortszeit) | 21. August 2021 0:00 Uhr (MESZ) | Kanada J. L. Rattray (34:41) M.-P. Poulin (35:01) E. Ambrose (42:41) S. Fillier (47:38) B. Jenner (59:17) | 5:3 (0:2, 2:0, 3:1) Spielbericht | Finnland N. Laitinen (2:25) M. Tuominen (6:05) E. Holopainen (47:13) | WinSport Arena, Calgary |

| 20. August 2021 19:30 Uhr | 21. August 2021 3:30 Uhr | Schweiz | 0:3 (0:1, 0:2, 0:0) Spielbericht | USA B. Decker (4:29) K. Coyne Schofield (24:08) G. Zumwinkle (38:24) | WinSport Arena, Calgary |

| 21. August 2021 16:00 Uhr | 22. August 2021 0:00 Uhr | Russian Olympic Committee W. Pawlowa (30:49) W. Kulischowa (31:03) M. Batalowa (57:16) | 3:1 (0:1, 2:0, 1:0) Spielbericht | Schweiz A. Müller (10:15) | WinSport Arena, Calgary |

| 22. August 2021 16:00 Uhr | 23. August 2021 0:00 Uhr | Kanada S. Fillier (27:29) E. Shelton (29:11) E. Ambrose (33:48) M. Daoust (42:00) R. Johnston (54:09) | 5:1 (0:0, 3:0, 2:1) Spielbericht | Russian Olympic Committee O. Sossina (59:59) | WinSport Arena, Calgary |

| 22. August 2021 19:30 Uhr | 23. August 2021 3:30 Uhr | Finnland | 0:3 (0:1, 0:1, 0:1) Spielbericht | USA G. Zumwinkle (14:31) K. Pannek (26:25) H. Knight (53:02) | WinSport Arena, Calgary |

| 24. August 2021 12:00 Uhr | 24. August 2021 20:00 Uhr | USA B. Curl (11:50) H. Knight (23:17) L. Stecklein (37:25) K. Pannek (42:45) A. Murphy (46:13) J. Compher (47:53) | 6:0 (1:0, 2:0, 3:0) Spielbericht | Russian Olympic Committee | WinSport Arena, Calgary |

| 24. August 2021 16:00 Uhr | 25. August 2021 0:00 Uhr | Schweiz | 0:5 (0:0, 0:4, 0:1) Spielbericht | Kanada E. Clark (25:04) J. Bourbonnais (29:38) N. Spooner (29:55) M. Daoust (36:34) N. Spooner (41:01) | WinSport Arena, Calgary |

| 25. August 2021 12:00 Uhr | 25. August 2021 20:00 Uhr | Russian Olympic Committee | 0:4 (0:3, 0:0, 0:1) Spielbericht | Finnland S. Tapani (8:07) P. Nieminen (12:33) J. Nylund (15:21) P. Nieminen (44:50) | WinSport Arena, Calgary |

| 26. August 2021 12:00 Uhr | 26. August 2021 20:00 Uhr | Finnland S. Tapani (4:38) P. Nieminen (8:54) P. Nieminen (10:26) P. Nieminen (14:49) S. Tapani (36:39) V. Vainikka (41:26) | 6:0 (4:0, 1:0, 1:0) Spielbericht | Schweiz | WinSport Arena, Calgary |

| 26. August 2021 16:00 Uhr | 27. August 2021 0:00 Uhr | USA L. Stecklein (42:44) | 1:5 (0:2, 0:3, 1:0) Spielbericht | Kanada M. Daoust (7:13) R. Fast (13:50) J. L. Rattray (24:18) J. L. Rattray (27:16) S. Nurse (30:36) | WinSport Arena, Calgary |

| Pl. |                           | Sp | S | OTS | OTN | N | Tore  | Punkte |
| 1.  | Kanada                    | 4  | 4 | 0   | 0   | 0 | 20:05 | 12     |
| 2.  | USA                       | 4  | 3 | 0   | 0   | 1 | 13:05 | 9      |
| 3.  | Finnland                  | 4  | 2 | 0   | 0   | 2 | 13:08 | 6      |
| 4.  | Russian Olympic Committee | 4  | 1 | 0   | 0   | 3 | 04:16 | 3      |
| 5.  | Schweiz                   | 4  | 0 | 0   | 0   | 4 | 01:17 | 0      |

Abkürzungen: Pl. = Platz, Sp = Spiele, S = Siege, OTS = Siege nach Verlängerung (Overtime) oder Penaltyschießen, OTN = Niederlagen nach Verlängerung oder Penaltyschießen, N = Niederlagen

Erläuterungen: Viertelfinalqualifikant

#### Gruppe B
| 20. August 2021 12:00 Uhr (Ortszeit) | 20. August 2021 20:00 Uhr (MESZ) | Tschechien A. Mills (6:05) D. Lásková (13:00) V. Přibylová (17:34) A. Mills (40:22) K. Pátková (44:00) A. Mills (57:16) | 6:1 (3:1, 0:0, 3:0) Spielbericht | Dänemark J. Høegh Persson (14:41) | WinSport Arena, Calgary |

| 21. August 2021 12:00 Uhr | 21. August 2021 20:00 Uhr | Deutschland N. Christof (12:55) N. Christof (13:53) J. Zorn (52:42) | 3:0 (2:0, 0:0, 1:0) Spielbericht | Ungarn | WinSport Arena, Calgary |

| 21. August 2021 19:30 Uhr | 22. August 2021 3:30 Uhr | Dänemark | 0:1 (0:0, 0:1, 0:0) Spielbericht | Japan H. Yamashita (24:25) | WinSport Arena, Calgary |

| 22. August 2021 12:00 Uhr | 22. August 2021 20:00 Uhr | Ungarn R. Dabasi (39:59) F. Garát-Gasparics (59:22) | 2:4 (0:2, 1:2, 1:0) Spielbericht | Tschechien T. Radová (3:42) D. Pejšová (6:56) V. Přibylová (23:18) D. Křížová (24:36) | WinSport Arena, Calgary |

| 23. August 2021 12:00 Uhr | 23. August 2021 20:00 Uhr | Deutschland J. Zorn (12:30) J. Schiefer (28:08) T. Wagner (31:17) | 3:1 (1:0, 2:0, 0:1) Spielbericht | Dänemark J. Jakobsen (47:18) | WinSport Arena, Calgary |

| 23. August 2021 16:00 Uhr | 24. August 2021 0:00 Uhr | Japan | 0:4 (0:1, 0:2, 0:1) Spielbericht | Tschechien D. Lásková (8:11) N. Neubauerová (23:02) A. Mills (31:43) K. Mrázová (41:17) | WinSport Arena, Calgary |

| 24. August 2021 19:30 Uhr | 25. August 2021 3:30 Uhr | Ungarn F. Garát-Gasparics (23:16) | 1:4 (0:1, 1:1, 0:2) Spielbericht | Japan A. Shiga (19:35) R. Ukita (27:30) H. Yoneyama (50:23) H. Kubo (51:34) | WinSport Arena, Calgary |

| 25. August 2021 16:00 Uhr | 26. August 2021 0:00 Uhr | Tschechien D. Lásková (24:28) D. Lásková (49:09) | 2:0 (0:0, 1:0, 1:0) Spielbericht | Deutschland | WinSport Arena, Calgary |

| 25. August 2021 19:30 Uhr | 26. August 2021 3:30 Uhr | Dänemark J. Jakobsen (25:16) | 1:5 (0:2, 1:2, 0:1) Spielbericht | Ungarn K. Jókai Szilágyi (14:45) A. Gowie (17:49) F. Garát-Gasparics (20:22) A. Gowie (39:15) F. Gasparics (58:36) | WinSport Arena, Calgary |

| 26. August 2021 19:30 Uhr | 27. August 2021 3:30 Uhr | Japan H. Kubo (22:13) H. Yamashita (29:47) | 2:1 (0:1, 2:0, 0:0) Spielbericht | Deutschland K. Spielberger (14:52) | WinSport Arena, Calgary |

| Pl. |             | Sp | S | OTS | OTN | N | Tore  | Punkte |
| 1.  | Tschechien  | 4  | 4 | 0   | 0   | 0 | 16:03 | 12     |
| 2.  | Japan       | 4  | 3 | 0   | 0   | 1 | 07:06 | 9      |
| 3.  | Deutschland | 4  | 2 | 0   | 0   | 2 | 07:05 | 6      |
| 4.  | Ungarn      | 4  | 1 | 0   | 0   | 3 | 08:12 | 3      |
| 5.  | Dänemark    | 4  | 0 | 0   | 0   | 4 | 03:15 | 0      |

Abkürzungen: Pl. = Platz, Sp = Spiele, S = Siege, OTS = Siege nach Verlängerung (Overtime) oder Penaltyschießen, OTN = Niederlagen nach Verlängerung oder Penaltyschießen, N = Niederlagen

Erläuterungen: Viertelfinalqualifikant

### Finalrunde
|  | Viertelfinale                                          | Viertelfinale             | Viertelfinale |    | Halbfinale | Halbfinale | Halbfinale       |          |   | Finale | Finale | Finale |
|  |                                                        |                           |               |    |            |            |                  |          |   |        |        |        |
|  | A4                                                     | Russian Olympic Committee | 2             |    |            |            |                  |          |   |        |        |        |
|  | A5                                                     | Schweiz                   | 3             |    |            |            |                  |          |   |        |        |        |
|  | A5                                                     | Schweiz                   | 3             | A1 | Kanada     | 4          |                  |          |   |        |        |        |
|  |                                                        |                           |               | A1 | Kanada     | 4          |                  |          |   |        |        |        |
|  | A5                                                     | Schweiz                   | 0             |    |            |            |                  |          |   |        |        |        |
|  | A5                                                     | Schweiz                   | 0             | A2 | USA        | 10         |                  |          |   |        |        |        |
|  |                                                        |                           |               | A2 | USA        | 10         |                  |          |   |        |        |        |
|  | B2                                                     | Japan                     | 2             |    |            |            |                  |          |   |        |        |        |
|  | B2                                                     | Japan                     | 2             | A1 | Kanada     | 3          |                  |          |   |        |        |        |
|  | (Die Teams werden nach dem Viertelfinale neu gesetzt.) |                           |               | A1 | Kanada     | 3          |                  |          |   |        |        |        |
|  |                                                        | A2                        | USA           | 2  |            |            |                  |          |   |        |        |        |
|  | A1                                                     | A2                        | USA           | 2  | Kanada     | 7          |                  |          |   |        |        |        |
|  | A1                                                     |                           |               |    | Kanada     | 7          |                  |          |   |        |        |        |
|  | B3                                                     | Deutschland               | 0             |    |            |            |                  |          |   |        |        |        |
|  | B3                                                     | Deutschland               | 0             | A2 | USA        | 3          |                  |          |   |        |        |        |
|  |                                                        |                           |               | A2 | USA        | 3          | Spiel um Platz 3 |          |   |        |        |        |
|  | A3                                                     | Finnland                  | 0             |    |            |            |                  |          |   |        |        |        |
|  | A3                                                     | Finnland                  | 0             | A3 | Finnland   | 1          | A3               | Finnland | 3 |        |        |        |
|  |                                                        |                           |               | A3 | Finnland   | 1          | A3               | Finnland | 3 |        |        |        |
|  | B1                                                     | Tschechien                | 0             | A5 | Schweiz    | 1          |                  |          |   |        |        |        |

#### Viertelfinale
| 28. August 2021 10:00 Uhr (Ortszeit) | 28. August 2021 18:00 Uhr (MESZ) | Russian Olympic Committee J. Rodnowa (1:18) I. Markowa (8:32) | 2:3 n. V. (2:0, 0:0, 0:2, 0:1) Spielbericht | Schweiz E. Raselli (49:30) P. Stänz (57:44) L. Zimmermann (65:29) | WinSport Arena, Calgary |

| 28. August 2021 13:30 Uhr | 28. August 2021 21:30 Uhr | USA A. Carpenter (3:10) H. Knight (3:41) G. Zumwinkle (14:32) A. Carpenter (15:07) M. Keller (17:33) B. Decker (25:43) C. Harvey (28:21) G. Zumwinkle (42:00) H. Knight (43:44) D. Cameranesi (54:39) | 10:2 (5:2, 2:0, 3:0) Spielbericht | Japan A. Shiga (10:58) A. Shiga (18:53) | WinSport Arena, Calgary |

| 28. August 2021 17:00 Uhr | 29. August 2021 1:00 Uhr | Kanada A. Bell (1:29) N. Spooner (3:54) B. Jenner (15:47) N. Spooner (28:01) M.-P. Poulin (35:31) M. Daoust (43:10) S. Fillier (53:34) | 7:0 (3:0, 2:0, 2:0) Spielbericht | Deutschland | WinSport Arena, Calgary |

| 28. August 2021 20:30 Uhr | 29. August 2021 4:30 Uhr | Finnland S. Vanhanen (35:01) | 1:0 (0:0, 1:0, 0:0) Spielbericht | Tschechien | WinSport Arena, Calgary |

#### Platzierungsrunde
| 29. August 2021 13:00 Uhr | 29. August 2021 21:00 Uhr | Russian Olympic Committee A. Sawonina (26:01) W. Korschakowa (41:10) O. Bratischtschewa (44:18) | 3:2 (0:0, 1:2, 2:0) Spielbericht | Deutschland N. Eisenschmid (23:49) K. Spielberger (37:22) | WinSport Arena, Calgary |

| 29. August 2021 17:00 Uhr | 30. August 2021 1:00 Uhr | Tschechien A. Mills (24:07) D. Pejšová (58:45) | 2:3 (0:1, 1:1, 1:1) Spielbericht | Japan H. Kubo (13:50) R. Ukita (36:24) A. Shiga (58:02) | WinSport Arena, Calgary |

#### Halbfinale
| 30. August 2021 13:00 Uhr | 30. August 2021 21:00 Uhr | USA A. Carpenter (23:23) A. Murphy (35:17) K. Coyne Schofield (57:07) | 3:0 (0:0, 2:0, 1:0) Spielbericht | Finnland | WinSport Arena, Calgary |

| 30. August 2021 17:00 Uhr | 31. August 2021 1:00 Uhr | Kanada R. Fast (5:14) M. Daoust (6:52) M. Daoust (25:32) R. Johnston (56:58) | 4:0 (2:0, 1:0, 1:0) Spielbericht | Schweiz | WinSport Arena, Calgary |

#### Spiel um Platz 5
| 31. August 2021 10:00 Uhr | 31. August 2021 18:00 Uhr | Russian Olympic Committee W. Pawlowa (7:09) W. Kulischowa (51:48) | 2:0 (1:0, 0:0, 1:0) Spielbericht | Japan | WinSport Arena, Calgary |

#### Spiel um Platz 3
| 31. August 2021 13:30 Uhr | 31. August 2021 21:30 Uhr | Finnland T. Niskanen (1:39) E. Viitasuo (20:54) P. Nieminen (38:13) | 3:1 (1:0, 2:1, 0:0) Spielbericht | Schweiz L. Stalder (23:35) | WinSport Arena, Calgary |

#### Finale
| 31. August 2021 17:30 Uhr | 1. September 2021 1:30 Uhr | Kanada B. Jenner (24:13) J. L. Rattray (26:42) M.-P. Poulin (67:22) | 3:2 n. V. (0:2, 2:0, 0:0, 1:0) Spielbericht | USA A. Carpenter (9:55) A. Carpenter (12:35) | WinSport Arena, Calgary |

### Statistik

#### Beste Scorerinnen
Abkürzungen: Sp = Spiele, T = Tore, V = Assists, Pkt = Punkte, +/− = Plus/Minus, SM = Strafminuten; Fett: Turnierbestwert
| Spieler             | Mannschaft | Sp | T | V | Pkt | +/− | SM |
| ------------------- | ---------- | -- | - | - | --- | --- | -- |
| Mélodie Daoust      | Kanada     | 7  | 6 | 6 | 12  | +13 | 0  |
| Brianne Jenner      | Kanada     | 6  | 3 | 8 | 11  | +13 | 4  |
| Natalie Spooner     | Kanada     | 7  | 4 | 5 | 9   | +11 | 0  |
| Marie-Philip Poulin | Kanada     | 6  | 3 | 6 | 9   | +10 | 2  |
| Petra Nieminen      | Finnland   | 7  | 6 | 1 | 7   | +3  | 0  |
| Alena Mills         | Tschechien | 6  | 5 | 2 | 7   | +2  | 4  |
| Lee Stecklein       | USA        | 7  | 2 | 5 | 7   | +12 | 0  |
| Hilary Knight       | USA        | 7  | 4 | 2 | 6   | +3  | 2  |
| Grace Zumwinkle     | USA        | 7  | 4 | 2 | 6   | +5  | 2  |
| Sarah Fillier       | Kanada     | 7  | 3 | 3 | 6   | +6  | 6  |

#### Beste Torhüterinnen
Abkürzungen: Sp = Spiele, Min = Eiszeit (in Minuten), GT = Gegentore, SO = Shutouts, Sv% = gehaltene Schüsse (in %), GTS = Gegentorschnitt; Fett: Turnierbestwert
| Spieler         | Mannschaft  | Sp | Min    | GT | SO | Sv%   | GTS  |
| --------------- | ----------- | -- | ------ | -- | -- | ----- | ---- |
| Jennifer Harß   | Deutschland | 3  | 180:00 | 3  | 1  | 95,16 | 1,00 |
| Anni Keisala    | Finnland    | 5  | 294:09 | 7  | 2  | 94,85 | 1,43 |
| Saskia Maurer   | Schweiz     | 5  | 214:03 | 7  | 0  | 94,17 | 1,96 |
| Nicole Hensley  | USA         | 5  | 240:06 | 4  | 2  | 93,85 | 1,00 |
| Klára Peslarová | Tschechien  | 6  | 358:14 | 7  | 2  | 93,33 | 1,17 |

### Abschlussplatzierungen
Die Platzierungen ergaben sich nach folgenden Kriterien:
- Plätze 1 bis 6: Ergebnisse im Finale, Spiel um Platz 3 sowie Spiel um Platz 5
- Plätze 7 bis 8 (Verlierer der Platzierungsspiele): nach Platzierung, dann Punkten, dann Tordifferenz in der Vorrunde
- Plätze 9 bis 10: nach Platzierung in der Vorrunde

| Pl. | Team                      |
| --- | ------------------------- |
| 1   | Kanada                    |
| 2   | USA                       |
| 3   | Finnland                  |
| 4   | Schweiz                   |
| 5   | Russian Olympic Committee |
| 6   | Japan                     |
| 7   | Tschechien                |
| 8   | Deutschland               |
| 9   | Ungarn                    |
| 10  | Dänemark                  |

### Titel und Mannschaftskader
| Weltmeister Kanada | Erin Ambrose, Victoria Bach, Ashton Bell, Jaime Bourbonnais, Kristen Campbell, Emily Clark, Mélodie Daoust, Ann-Renée Desbiens, Renata Fast, Sarah Fillier, Brianne Jenner, Rebecca Johnston, Jocelyne Larocque, Emma Maltais, Emerance Maschmeyer, Sarah Nurse, Kristin O’Neill, Marie-Philip Poulin, Jamie Lee Rattray, Jill Saulnier, Ella Shelton, Natalie Spooner, Laura Stacey, Claire Thompson, Blayre Turnbull Cheftrainer: Troy Ryan Assistenztrainer: Doug Derraugh, Jim Midgley |

| Silber USA | Cayla Barnes, Megan Bozek, Natalie Buchbinder, Dani Cameranesi, Alex Carpenter, Alex Cavallini, Jesse Compher, Kendall Coyne Schofield, Britta Curl, Brianna Decker, Jincy Dunne, Lacey Eden, Aerin Frankel, Savannah Harmon, Caroline Harvey, Nicole Hensley, Megan Keller, Amanda Kessel, Hilary Knight, Abbey Murphy, Kelly Pannek, Abby Roque, Hayley Scamurra, Lee Stecklein, Grace Zumwinkle Cheftrainer: Joel Johnson Assistenztrainer: Alli Altmann, Courtney Kennedy, Brian Pothier |

| Bronze Finnland | Sanni Hakala, Jenni Hiirikoski, Elisa Holopainen, Sini Karjalainen, Aino Karppinen, Michelle Karvinen, Anni Keisala, Nelli Laitinen, Julia Liikala, Rosa Lindstedt, Petra Nieminen, Matilda Nilsson, Tanja Niskanen, Jenniina Nylund, Meeri Räisänen, Ronja Savolainen, Jenna Silvonen, Sofianna Sundelin, Susanna Tapani, Noora Tulus, Minnamari Tuominen, Viivi Vainikka, Sanni Vanhanen, Emilia Vesa, Ella Viitasuo Cheftrainer: Pasi Mustonen Assistenztrainer: Kari Eloranta, Juuso Toivola |

### Auszeichnungen
Spielertrophäen
| Auszeichnung          | Spieler        | Team     |
| --------------------- | -------------- | -------- |
| Beste Torhüterin      | Anni Keisala   | Finnland |
| Beste Verteidigerin   | Lee Stecklein  | USA      |
| Beste Stürmerin       | Mélodie Daoust | Kanada   |
| Wertvollste Spielerin | Mélodie Daoust | Kanada   |

All-Star-Team
| Angriff:      | Natalie Spooner – Petra Nieminen – Mélodie Daoust |
| Verteidigung: | Lee Stecklein – Erin Ambrose                      |
| Tor:          | Anni Keisala                                      |